# The Best of Both Worlds (album Marillion)
The Best of Both Worlds – kompilacja najlepszych utworów Marillion z lat 1982–1997. Pierwsza część płyty pochodzi z czasów, gdy wokalistą zespołu był Fish (1982–1988), a druga z okresu działalności Marillion ze Steve’em Hogarthem do czasu wydania płyty (1989–1997). Ta płyta miała być reklamą dla wznowionych, zremasterowanych płyt zespołu które wydało EMI w latach 1997–1999.

## Lista utworów
CD1
1. Script for a Jester’s Tear
2. Market Square Heroes (Single Edit)
3. He Knows You Know
4. Forgotten Sons
5. Garden Party
6. Assassing (Single Edit)
7. Punch and Judy (Single Edit)
8. Kayleigh (Single Edit)
9. Lavender (Single Edit)
10. Heart of Lothian (Single Edit)
11. Incommunicado
12. Warm Wet Circles (Single Edit)
13. That Time of the Night
14. Sugar Mice

CD2
1. The Uninvited Guest
2. Easter (Single Edit)
3. Hooks in You (Meaty Mix)
4. The Space
5. Cover My Eyes
6. No One Can
7. Dry Land
8. Waiting to Happen
9. The Great Escape
10. Alone Again in the Lap of Luxury (Single Edit)
11. Made Again
12. King
13. Afraid of Sunlight
14. Beautiful (Single Edit)
15. Cannibal Surf Babe